# Кельтский тигр
Смотрите также Экономическое чудо

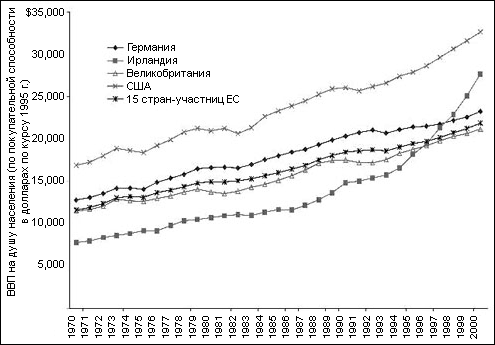
Рост ВВП на душу населения по курсу покупательной способности Ирландии, ряда европейских стран и США до 2000 года (в постоянных долларах 1995 года).

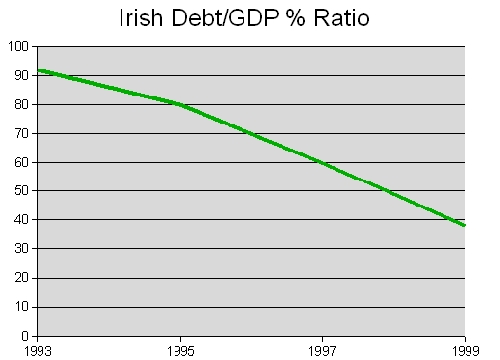
Государственный долг в процентном отношении к ВВП значительно снизился с 1990-х годов.

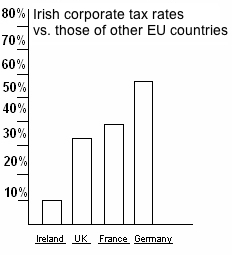
Сравнение налоговой ставки в Ирландии, Франции, Великобритании и Германии.

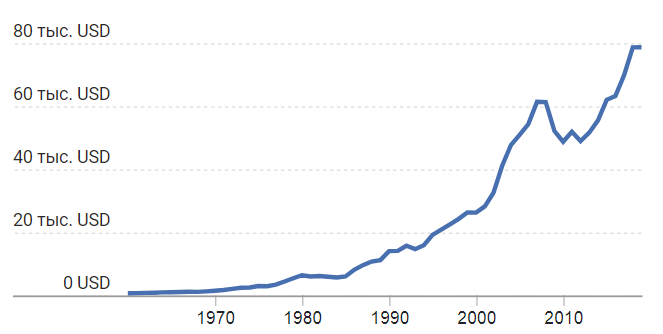
Рост ВВП на душу населения Ирландии.

Ке́льтский тигр (ирл. An Tíogar Ceilteach, англ. Celtic Tiger) — экономический термин, происходящий от принятого образного названия «экономические тигры» (экономики стран, показывающих резкий рост), используемый для описания экономического роста Ирландии, начиная с 1990-х годов.
Более двух веков Ирландия была одной из беднейших стран Европы. Однако в 1990-х годах она продемонстрировала впечатляющие темпы экономического роста. К концу этого десятилетия объём ВВП на душу населения в Ирландии превысил соответствующие показатели Великобритании и Германии.
С 1996 по 2007 год внутренний валовый продукт Ирландии увеличивался в среднем на 7,1 % в год, что превысило не только мировые показатели (3,2 %), но и показатели быстрорастущих азиатских стран (4,3 %). Быстрее Ирландии росли показатели лишь в отдельных азиатских государствах (например, в Китае).

## Причины
Большинство существующих теорий экономического роста не позволяют объяснить столь мощный рост ирландской экономики, но в целом несомненно, что он стал результатом целого ряда шагов, способствовавших либерализации экономики.
В 1980-е годы Ирландия пережила очередной бюджетный кризис, острота которого вынудила сократить госрасходы в 1987 году (расходы на здравоохранение были урезаны на 6%, на образование — на 7%, ассигнования на сельское хозяйство — на 18%, на дорожное и жилищное строительство — на 11%, а оборонные расходы — на 7%). Бюджет на 1988 год уже предусматривал крупнейшее сокращение государственных расходов в Ирландии за 30 лет.
В дальнейшем правительство проводило жесткую бюджетную политику, сохраняя низкие госрасходы. На 2019 год в Ирландии оставались самые низкие государственные расходы в ЕС (как доля от ВВП).
Одновременно были предприняты меры по дерегулированию экономики, были упразднены ряд государственных ведомств: орган экологического надзора Foras Forbatha, Национальное бюро социальных услуг, Бюро по санитарному контролю, организации регионального развития. Одновременно снижались налоги и таможенные пошлины.
В числе факторов, обеспечивших «кельтское экономическое чудо», называют такие, как: вступление в Европейский союз и зону евро, инвестирование в информационные технологии, телекоммуникации, здравоохранение и фармацевтику, международные и финансовые услуги, производство программных продуктов, электронную коммерцию; вложений в образование, реформа рынка труда и налоговой системы (к 2002 г. налоговая ставка для всех компаний достигла 12,5 %, что для местных компаний означало радикальное снижение), инвестиции из США (в том числе от американцев ирландского происхождения), низкие входные барьеры, включая языковой.
Во многом существование экономического подъёма считается личной заслугой премьер-министра Ирландии Берти Ахерна.

## Спад 2008—2009 гг. и возобновление роста
Мировой экономический кризис 2008 года сильно затронул ирландскую экономику.
В начале 2008 года было распространено мнение, что после резкого роста возможна «мягкая посадка». Однако в 2008 году сокращение ВВП составило 4,44 %, а в 2009 году — 5,07 %, дефицит бюджета — миллиард евро.
После кризиса экономика Ирландии снова развивалась ускоренными темпами. ВВП на душу населения Ирландии в 2020 году превысил показатель Великобритании в 2 раза, показатель Германии - более, чем на 70%.